# Ascherbach (Neuhaus am Rennweg)

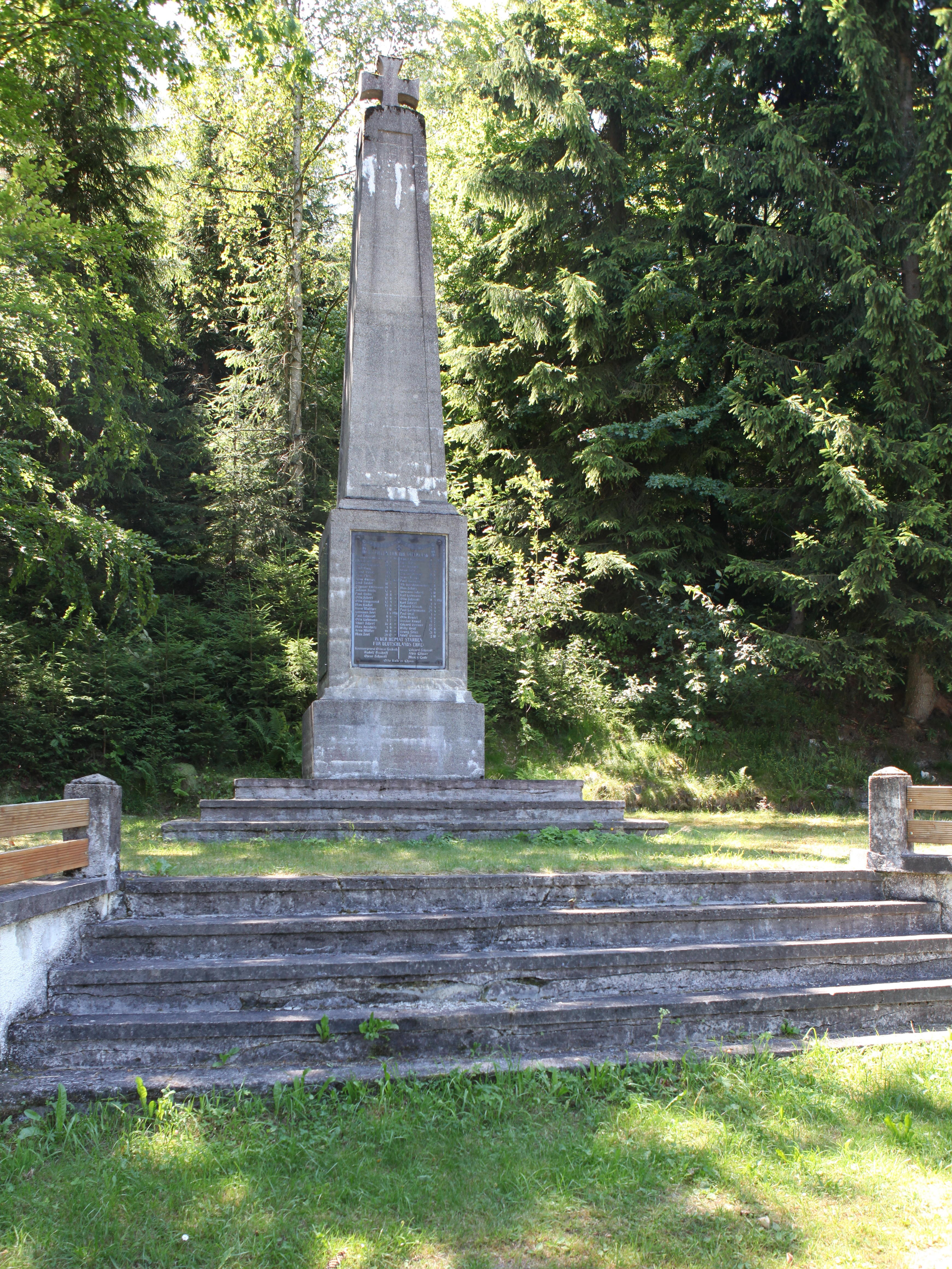
Kriegerdenkmal oberhalb von Ascherbach

Ascherbach ist ein Teil von Lichte in der Stadt Neuhaus am Rennweg im Landkreis Sonneberg in Thüringen.

## Lage
Ascherbach ist ein mit Lichte zusammengewachsene Siedlung. Sie liegt entlang der Sonneberger Straße oberhalb vom gleichnamigen Ascherbach, der in dem Ort in die Lichte mündet.

## Geschichte
Am 3. Juni 1533 wurde das im Tal liegende Gebirgsdorf Ascherbach erstmals urkundlich erwähnt.